# Peter Haber
Pour les articles homonymes, voir Haber.
Peter Alexander Haber, né le 12 décembre 1952  à Skelleftehamn en Suède, est un acteur suédois.

## Biographie
Peter Haber est le fils du scénographe, peintre de portraits et céramiste Karl-Egon "KEH" Haber, natif de Remscheid en Allemagne, et de Gudrun Marie Alexandra Haber, la fille de Guido Valentin (sv) et petite-fille de Karl Valentin (sv).
Il passe son enfance à Södertälje] et à Remscheid. En 1987, il commence sa carrière de comédien au Théâtre municipal de Stockholm où il reste actif jusqu'en 1994.
Les rôles les plus notables de Haber sont ceux du père Rudolf dans les séries Sune och hans värld (sv), de Carl Hamilton dans Fiendens fiende (sv) (L'Ennemi de l'ennemi) et de Martin Beck dans Beck de 1997 à 2020.
Haber est marié depuis 1990 à l'actrice Lena T. Hansson (en).

## Filmographie sélective
- 1997-2020 : Beck (série télévisée) : Martin Beck
- 1999 : Vägen ut de Daniel Lind Lagerlöf
- 2009 : Vol 714 - Au bout de l'enfer (téléfilm) : Michael Winkler
- 2009 : Millénium de Niels Arden Oplev : Martin Vanger
- 2014 : Bamse och tjuvstaden de Christian Ryltenius : Bamse
- 2017 : Le Procès de l'innocence (Zahltag: Van Leeuwens dritter Fall) (téléfilm) : Bruno van Leeuwen